# 郝岩
郝岩（1938年—），男，河北乐亭人，中国人民解放军将领、中国人民解放军中将。曾任国防科学技术工业委员会科学技术委员会副主任。

## 生平
1996年，授予中国人民解放军中将军衔。